# Катафатичка теологија
Катафатичка или позитивна теологија (гр. Καταφασις, καταφατικος катафатика - прихватање, афирмација) јесте модел сазнања Бога кроз човеков интелектуални аналитички покушај да утврди „оно што Бог јесте“.
Ова метода наилази на велику препреку, јер Бог не би био Бог, ако би га човек могао схватити и сместити у ограничене људске појмове и речи. Заправо, у православљу, катафатички начин познавања Бога се не раздваја од апофатичког модалитета сазнања, јер се сматра да се живи и истинити Бог делимично може, а делимично не може исказивати. У православном учењу, човек има могућност познања Бога једино преко божанских нестворених енергија, док је сама суштина Бога неописива, пошто она надмашује сваки људски ум: „Не само по суштини, већ и стварна суштаства, не могу се изразити људским појмовима.“ (Св. Василије Велики). 
Катафатичка теологија, на основу творевине и њених својстава, на основу човека као бића са духовним и моралним квалитетима, долази до одређених потврда о томе „шта Бог јесте“ (Бог је лепота, Бог је доброта, итд.), односно, идентификује стваралачку, промислитељску и судијску Божју активност. Позитивно богословље дозвољава дефинисање Бога појмовима: Премудрост, Сведржитељ, Творац... Бог се открива у творевини својим енергијама, а оне дају човеку могућност уздизања ка Богу, као према узроку свега што постоји.